# Pineda Trasmonte
Pineda Trasmonte ist ein Ort und eine Gemeinde (municipio) mit 98 Einwohnern (Stand: 2024) im Zentrum der Provinz Burgos in der Autonomen Gemeinschaft Kastilien und León.

## Lage und Klima
Die Gemeinde Pineda Trasmonte liegt etwa 45 Kilometer südlich der Provinzhauptstadt Burgos in einer Höhe von ca. 962 m. Das Klima ist gemäßigt bis warm; Regen (ca. 602 mm/Jahr) fällt übers Jahr verteilt.

## Bevölkerungsentwicklung
| 1991 | 1996 | 2001 | 2006 | 2011 | 2018 |
| ---- | ---- | ---- | ---- | ---- | ---- |
| 222  | 202  | 186  | 151  | 142  | 111  |

## Sehenswürdigkeiten
- Michaeliskirche (Iglesia de San Miguel Arcángel)
- Einsiedelei der Jungfrau von La Peña